# Madame Butterfly (film, 1954)
Pour l’article homonyme, voir Madame Butterfly.
Pour les articles homonymes, voir Butterfly.

Madame Butterfly (en italien Madama Butterfly) est un film italo-japonais, adaptation à l'écran de l'opéra éponyme, réalisé par Carmine Gallone et sorti en 1954.
Le film est produit conjointement par Cineriz et la Tōhō. Il est tourné en Technicolor à Cinecittà à Rome. L'actrice japonaise Kaoru Yachigusa joue Cio-Cio San et le ténor italien Nicola Filacuridi Pinkerton, avec des acteurs japonais et italiens, doublés par des chanteurs d'opéra italiens.